# Archives Jura Brüschweiler
Les Archives Jura Brüschweiler, réunies par l’historien de l’art Jura Brüschweiler (1927-2013), constituent le plus important fonds d’archives privé au monde consacré au peintre suisse Ferdinand Hodler. Elles sont déposées à l'Institut Ferdinand Hodler, situé à Genève et Delémont.

## Historique
Dès les années 1950, l'historien de l'art Jura Brüschweiler commence à réunir une importante documentation sur Ferdinand Hodler et sur son maître Barthélemy Menn. Il rencontre ainsi de nombreux témoins du peintre suisse, dont les membres de sa succession, à qui il rachète de nombreux objets, lettres, photographies, papiers officiels, pièces de mobilier ou encore œuvres graphiques. Tout au long de sa vie, l'expert poursuit ce travail de collection dans le but d'alimenter ses propres recherches et de nourrir de nombreux projets d'exposition et de publication. En une soixantaine d'années, il a réuni une collection documentaire telle qu'elle est à ce jour le fonds d'archives privé sur la vie et l’œuvre de Ferdinand Hodler le plus important au monde. Les Archives Jura Brüschweiler ont été fondées en 2014 à la suite du décès de l'historien en vue de les conserver et de les mettre en valeur par le biais d'expositions et de publications dans le cadre du centenaire de la disparition de Ferdinand Hodler (2018). Elles ont été transformées en Institut Ferdinand Hodler en 2021. 

## Collections documentaires
Constituée de plus de 85 000 documents, photographies, dessins, lettres et manuscrits, contrats, livres et coupures de presse, cette documentation est une source fondamentale pour l’étude de la vie et de l’œuvre de Ferdinand Hodler. En plus de la bibliothèque de Jura Brüschweiler, qui réunit l'ensemble des publications sur Ferdinand Hodler, les archives sont constituées de six fonds documentaires distincts :
- Fonds Ferdinand Hodler : Ce fonds est constitué d'une importante documentation de première main, composée notamment de photographies, de manuscrits, de lettres, de contrats, de documents officiels, d'une partie de la bibliothèque de l'artiste ainsi que de coupures de presse. Il comprend également des reliques issues directement de l'appartement et de l'atelier de Ferdinand Hodler, comme sa boîte de peinture, l'une de ses palettes, son accordéon, son tambour ou encore sa canne.
- Fonds Hector Hodler : Ce fonds réunit les papiers de Hector Hodler (1887-1920), fils de Ferdinand Hodler et d'Augustine Dupin, reçus par Jura Brüschweiler des mains de sa veuve Emilie Hodler-Ruch. Il constitue une source presque entièrement inédite sur ses engagements pour le développement de l'espéranto – il fonde, en 1908, l'Association universelle d'espéranto –, pour les questions sociales et le pacifisme ainsi que pour la protection des animaux.
- Fonds Barthélemy Menn : Ce fonds regroupe un ensemble de documents, esquisses, lettres autographes, carnets de notes et de croquis ainsi que des photographies qui documentent la vie et les travaux pédagogiques du peintre genevois.
- Fonds Daniel Baud-Bovy : Ce fonds relate les activités des milieux artistiques genevois de la fin du XIXe siècle et de la première moitié du XXe siècle. Daniel Baud-Bovy ayant côtoyé presque quotidiennement Ferdinand Hodler, ses archives apportent de nombreux renseignements sur le contexte de création et les relations du peintre suisse.
- Fonds Art suisse : Ce fonds regroupe une documentation plus générale sur l'art suisse. Il contient des photographies, des estampes, des dessins et des manuscrits d'artistes contemporains de Ferdinand Hodler, dont certains apportent un témoignage complémentaire à la documentation du Fonds Ferdinand Hodler.
- Fonds Jura Brüschweiler : Ce fonds réunit l'ensemble des dossiers de recherche de l'historien de l'art Jura Brüschweiler, principal spécialiste de Ferdinand Hodler au XXe siècle. Ces archives réunissent notamment toute sa correspondance professionnelle, l'ensemble de ses expertises, une photothèque de travail, les dossiers de recherche et d'administration de chacun de ses projets, ses manuscrits et fiches de travail, ainsi que des publications sur Ferdinand Hodler annotées et commentées de sa main dans le menu détail.

## Publications
- Diana Blome, Ferdinand Hodler – Was die Blumen sagen, Munich, Hirmer Verlag, collection "Hodleriana", vol. VI, 2021, 446 p.
- Marine Englert (dir.), Hector Hodler. Une posture pacifiste / Pacisma sinteno, Genève, Éditions Notari, collection "Hodleriana", vol. V, 2020, 232 p. (édition bilingue français-espéranto).
- Diana Blome et Niklaus Manuel Güdel (dir.), Courbet/Hodler. Une rencontre, Genève, Éditions Notari, collection "Hodleriana", vol. IV, 2019, 224 p.
- Niklaus Manuel Güdel (dir.), Ferdinand Hodler. Documents inédits. Fleurons des Archives Jura Brüschweiler, Genève, Éditions Notari, collection "Hodleriana", vol. III, 2018, 408 p.
- Diana Blome et Niklaus Manuel Güdel (dir.), Hodler et le Léman. Chefs-d'oeuvre de collections privées suisses, Berlin, Hatje Cantz, 2018, 208 p. (éditions française et allemande).
- Diana Blome et Niklaus Manuel Güdel, Ferdinand Hodler. Écrits esthétiques, Genève, Éditions Notari, collection "Hodleriana", vol. II, 2017, 408 p. (éditions française avec textes en allemand).
- Jura Brüschweiler, Hodler érotique, Genève, Éditions Notari, collection "Hodleriana", vol. I, 2016, 160 p. (publié à titre posthume).